# Elecciones municipales del Cuzco de 2006
Las elecciones municipales del Cusco de 2006 se llevaron a cabo el 19 de noviembre de 2006 para elegir al alcalde y al Concejo Provincial del Cusco para el periodo 2007-2010. La elección se celebró simultáneamente con elecciones regionales y municipales (provinciales y distritales) en todo el Perú.

## Sistema electoral
La Municipalidad Provincial del Cusco es el órgano administrativo y de gobierno de la provincia del Cusco. Está compuesta por el alcalde y el Concejo Provincial.
La votación del alcalde y el concejo se realiza en base al sufragio universal, que comprende a todos los ciudadanos nacionales mayores de dieciocho años, empadronados y residentes en la provincia del Cusco y en pleno goce de sus derechos políticos, así como a los ciudadanos no nacionales residentes y empadronados en la provincia del Cusco.
El Concejo Provincial del Cusco está compuesto por 13 regidores elegidos por sufragio directo para un período de cuatro (4) años, en forma conjunta con la elección del alcalde (quien lo preside). La votación es por lista cerrada y bloqueada. Se asigna a la lista ganadora los escaños según el método d'Hondt o la mitad más uno, lo que más le favorezca.

## Composición del Concejo Provincial del Cusco
La siguiente tabla muestra la composición del Concejo Provincial del Cusco antes de las elecciones.
| Partidos | Partidos                                      | Regidores |
| -------- | --------------------------------------------- | --------- |
|          | Lista Independiente N° 11 Cusco en Acción     | 8         |
|          | Movimiento Regional Inka Pachakuteq           | 3         |
|          | Partido Aprista Peruano                       | 1         |
|          | Movimiento Democrático Juntos por el Progreso | 1         |

## Partidos y candidatos
A continuación se muestra una lista de los principales partidos y alianzas electorales que participan en las elecciones:
| Candidatura | Candidatura     | Partidos y alianzas                                                                        | Candidatos | Candidatos                  | Ideología                                                           | Resultado previo | Resultado previo | Ref. |
| Candidatura | Candidatura     | Partidos y alianzas                                                                        | Candidatos | Candidatos                  | Ideología                                                           | Votos (%)        | Reg.             | Ref. |
| ----------- | --------------- | ------------------------------------------------------------------------------------------ | ---------- | --------------------------- | ------------------------------------------------------------------- | ---------------- | ---------------- | ---- |
|             | Inka            | Lista - Movimiento Regional Inka Pachakuteq (Inka)                                         |            | Raúl Salizar Saico          | Regionalismo cusqueño                                               | 20.84%           | 3                |      |
|             | APRA            | Lista - Partido Aprista Peruano (APRA)                                                     |            | Víctor Boluarte Medina      | Aprismo                                                             | 8.71%            | 1                |      |
|             | UPP             | Lista - Unión por el Perú (UPP)                                                            |            | Marina Sequeiros Montesinos | Nacionalismo de izquierda Socialdemocracia                          | 5.42%            | 0                |      |
|             | PP              | Lista - Perú Posible (PP)                                                                  |            | Ciro Pacheco Ranilla        | Socioliberalismo Democracia liberal Tercera vía                     | 2.23%            | 0                |      |
|             | AP              | Lista - Acción Popular (AP)                                                                |            | Mario Marquez Valle         | Humanismo Nacionalismo cívico Reformismo                            | 1.75%            | 0                |      |
|             | UN              | Lista - Unidad Nacional (UN) – Partido Popular Cristiano (PPC) – Solidaridad Nacional (SN) |            | Edwin Florez Zevallos       | Democracia cristiana Conservadurismo Neoliberalismo                 | 1.43%            | 0                |      |
|             | R               | Lista - Renovación Nacional (Renovación)                                                   |            | Félix Álvarez Romero        | Democracia cristiana Ultraconservadurismo Fundamentalismo cristiano | 1.43%            | 0                |      |
|             | Frepap          | Lista - Frente Popular Agrícola del Perú (Frepap)                                          |            | Isidro Ventura Luján        | Israelismo Fundamentalismo cristiano Populismo                      | Nuevo            | Nuevo            |      |
|             | SP              | Lista - Somos Perú (SP)                                                                    |            | Roberto Zegarra Alfaro      | Democracia cristiana Conservadurismo social                         | Nuevo            | Nuevo            |      |
|             | FIM             | Lista - Frente Independiente Moralizador (FIM)                                             |            | Fredy Escobar Zamalloa      | Reformismo                                                          | Nuevo            | Nuevo            |      |
|             | AvP             | Lista - Avanza País - Partido de Integración Social (AvP)                                  |            | Sandra Chevarría Lazo       | Socialdemocracia Etnocacerismo                                      | Nuevo            | Nuevo            |      |
|             | FN              | Lista - Fuerza Nacional (FN)                                                               |            | César Blanco Núñez          |                                                                     | Nuevo            | Nuevo            |      |
|             | RN              | Lista - Restauración Nacional (RN)                                                         |            | Percy Farfán Carpio         | Liberalismo económico Humanismo cristiano Evangelismo               | Nuevo            | Nuevo            |      |
|             | MHP             | Lista - Movimiento Humanista Peruano (PHP)                                                 |            | Emeterio Velarde Velazco    | Humanismo Socialismo Ecosocialismo                                  | Nuevo            | Nuevo            |      |
|             | PNP             | Lista - Partido Nacionalista Peruano (PNP)                                                 |            | Julio Gonzáles Inga         | Socialismo Nacionalismo de izquierda Indigenismo                    | Nuevo            | Nuevo            |      |
|             | Cusco en Acción | Lista - Movimiento Político Independiente Cusco en Acción (Cusco en Acción)                |            | Carlos Valencia Miranda     | Regionalismo cusqueño                                               | Nuevo            | Nuevo            |      |
|             | AYLLU           | Lista - Autogobierno AYLLU (AYLLU)                                                         |            | Walter Angulo Mera          | Regionalismo cusqueño                                               | Nuevo            | Nuevo            |      |
|             | IND             | Lista - Lista Independiente N° 1 Agrupación Política Independiente Juntos por el Cusco     |            | Alcides Vargas Echegaray    | Localismo cusqueño                                                  | Nuevo            | Nuevo            |      |

## Resultados

### Sumario general
| |                                                                                |              |              |              |           |           |  |  |
| Partidos y coaliciones | Partidos y coaliciones                                                         | Voto popular | Voto popular | Voto popular | Regidores | Regidores |  |  |
| Partidos y coaliciones | Partidos y coaliciones                                                         | Votos        | %            | ±pp          | Total     | +/−       |  |  |
| | Unión por el Perú (UPP)1                                                       | 37,718       | 21.42        | +16.00       | 8         | +8        |  |  |
| | Movimiento Político Independiente Cusco en Acción (Cusco en Acción)            | 32,185       | 18.27        | Nuevo        | 2         | +2        |  |  |
| | Movimiento Regional Inka Pachakuteq (Inka)                                     | 31,793       | 18.05        | –2.79        | 2         | –1        |  |  |
| | Partido Aprista Peruano (APRA)                                                 | 25,159       | 14.29        | +5.58        | 1         | ±0        |  |  |
| | Partido Nacionalista Peruano (PNP)                                             | 12,286       | 6.98         | Nuevo        | 0         | ±0        |  |  |
| | Lista Independiente N° 1 Agrupación Política Independiente Juntos por el Cusco | 11,938       | 6.78         | n/a          | 0         | ±0        |  |  |
| | Somos Perú (SP)                                                                | 5,099        | 2.90         | n/a          | 0         | ±0        |  |  |
| | Restauración Nacional (RN)                                                     | 4,660        | 2.65         | Nuevo        | 0         | ±0        |  |  |
| | Frente Independiente Moralizador (FIM)                                         | 4,156        | 2.36         | Nuevo        | 0         | ±0        |  |  |
| | Autogobierno AYLLU (AYLLU)                                                     | 2,079        | 1.18         | Nuevo        | 0         | ±0        |  |  |
| | Unidad Nacional (UN)                                                           | 2,039        | 1.16         | –0.27        | 0         | ±0        |  |  |
| | Acción Popular (AP)                                                            | 1,757        | 1.00         | –0.75        | 0         | ±0        |  |  |
| | Avanza País (AvP)                                                              | 1,329        | 0.75         | Nuevo        | 0         | ±0        |  |  |
| | Fuerza Nacional (FN)                                                           | 1,112        | 0.63         | Nuevo        | 0         | ±0        |  |  |
| | Movimiento Humanista Peruano (MHP)                                             | 1,054        | 0.60         | Nuevo        | 0         | ±0        |  |  |
| | Frente Popular Agrícola del Perú (Frepap)                                      | 981          | 0.56         | Nuevo        | 0         | ±0        |  |  |
| | Perú Posible (PP)                                                              | 453          | 0.26         | –1.97        | 0         | ±0        |  |  |
| | Renovación Nacional (Renovación)                                               | 323          | 0.18         | n/a          | 0         | ±0        |  |  |
| |                                                                                |              |              |              |           |           |  |  |
| Total | Total                                                                          | 176,121      |              |              | 13        | ±0        |  |  |
| |                                                                                |              |              |              |           |           |  |  |
| Votos válidos | Votos válidos                                                                  | 176,121      | 86.69        | –1.17        |           |           |  |  |
| Votos en blanco | Votos en blanco                                                                | 12,302       | 6.06         | –0.58        |           |           |  |  |
| Votos nulos | Votos nulos                                                                    | 14,744       | 7.26         | +1.76        |           |           |  |  |
| Votos emitidos | Votos emitidos                                                                 | 203,167      | 86.31        | +1.47        |           |           |  |  |
| Abstenciones | Abstenciones                                                                   | 32,214       | 13.69        | –1.47        |           |           |  |  |
| Votantes registrados | Votantes registrados                                                           | 235,381      |              |              |           |           |  |  |
| |                                                                                |              |              |              |           |           |  |  |
| Fuente: |                                                                                |              |              |              |           |           |  |  |
| Notas al pie: 1 Comparado con los resultados de Agrupación Independiente Unión por el Perú - Frente Amplio (UPP) en las elecciones de 2002. |                                                                                |              |              |              |           |           |  |  |
| Notas al pie: |                                                                                |              |              |              |           |           |  |  |
| 1 Comparado con los resultados de Agrupación Independiente Unión por el Perú - Frente Amplio (UPP) en las elecciones de 2002.               |                                                                                |              |              |              |           |           |  |  |

### Concejo Provincial del Cusco
| Cargo                          | Autoridad electa                  | Partido político | Partido político                                  |
| ------------------------------ | --------------------------------- | ---------------- | ------------------------------------------------- |
| Alcaldesa Provincial del Cusco | Marina Sequeiros Montesinos       |                  | Unión por el Perú                                 |
| Regidor Provincial del Cusco   | Mariano Baca Anaya                |                  | Unión por el Perú                                 |
| Regidor Provincial del Cusco   | Gustavo Vivanco Ortíz             |                  | Unión por el Perú                                 |
| Regidor Provincial del Cusco   | Luis Florez García                |                  | Unión por el Perú                                 |
| Regidora Provincial del Cusco  | Bertha Guevara Aguirre de Salcedo |                  | Unión por el Perú                                 |
| Regidora Provincial del Cusco  | Leonarda Ayarza Romero            |                  | Unión por el Perú                                 |
| Regidor Provincial del Cusco   | Benjamín Olivera Sarmiento        |                  | Unión por el Perú                                 |
| Regidor Provincial del Cusco   | Rubén Molero Quispe               |                  | Unión por el Perú                                 |
| Regidora Provincial del Cusco  | Serly Figueroa Mormontoy          |                  | Unión por el Perú                                 |
| Regidor Provincial del Cusco   | Alejandro Soto Reyes              |                  | Movimiento Político Independiente Cusco en Acción |
| Regidora Provincial del Cusco  | Rina Cornejo Muñoz de Vera        |                  | Movimiento Político Independiente Cusco en Acción |
| Regidor Provincial del Cusco   | José Olivares Escobar             |                  | Movimiento Regional Inka Pachakuteq               |
| Regidor Provincial del Cusco   | Óscar Paredes Pando               |                  | Movimiento Regional Inka Pachakuteq               |
| Regidora Provincial del Cusco  | Edith Sinchi Roka Bravo           |                  | Partido Aprista Peruano                           |

## Elecciones municipales distritales

### Sumario general
| | Unión por el Perú (UPP)1                                                       | 20,848  | 18.97 | +7.48 | 1 | ±0 |  |  |
| | Movimiento Político Independiente Cusco en Acción (Cusco en Acción)            | 17,192  | 15.64 | Nuevo | 0 | ±0 |  |  |
| | Lista Independiente N° 1 Agrupación Política Independiente Juntos por el Cusco | 13,300  | 12.10 | n/a   | 1 | +1 |  |  |
| | Partido Aprista Peruano (APRA)                                                 | 12,826  | 11.67 | +2.81 | 1 | +1 |  |  |
| | Movimiento Regional Inka Pachakuteq (Inka)                                     | 12,278  | 11.17 | –0.17 | 1 | ±0 |  |  |
| | Partido Nacionalista Peruano (PNP)                                             | 7,423   | 6.75  | Nuevo | 1 | +1 |  |  |
| | Movimiento Nueva Izquierda (MNI)                                               | 5,800   | 5.28  | +0.57 | 0 | ±0 |  |  |
| | Somos Perú (SP)                                                                | 5,125   | 4.66  | +2.00 | 0 | –2 |  |  |
| | Frente Independiente Moralizador (FIM)                                         | 3,664   | 3.33  | +0.75 | 0 | ±0 |  |  |
| | Partido Socialista (PS)                                                        | 3,498   | 3.18  | Nuevo | 1 | +1 |  |  |
| | Restauración Nacional (RN)                                                     | 1,253   | 1.14  | Nuevo | 0 | ±0 |  |  |
| | Acción Popular (AP)                                                            | 1,278   | 1.16  | –1.23 | 1 | +1 |  |  |
| | Movimiento Humanista Peruano (MHP)                                             | 904     | 0.82  | Nuevo | 0 | ±0 |  |  |
| | Avanza País (AvP)                                                              | 760     | 0.69  | Nuevo | 0 | ±0 |  |  |
| | Unidad Nacional (UN)                                                           | 745     | 0.68  | –0.80 | 0 | –1 |  |  |
| | Frente Popular Agrícola del Perú (Frepap)                                      | 358     | 0.33  | n/a   | 0 | ±0 |  |  |
| | Fuerza Nacional (FN)                                                           | 305     | 0.28  | Nuevo | 0 | ±0 |  |  |
| | Perú Posible (PP)                                                              | 177     | 0.16  | –2.33 | 0 | ±0 |  |  |
| | Movimiento Regional Acuerdo Popular Unificado (APU)                            | 176     | 0.16  | Nuevo | 0 | ±0 |  |  |
| | Autogobierno AYLLU (AYLLU)                                                     | 84      | 0.08  | Nuevo | 0 | ±0 |  |  |
| | Listas independientes distritales                                              | 1,917   | 1.74  | n/a   | 0 | ±0 |  |  |
| |                                                                                |         |       |       |   |    |  |  |
| Total | Total                                                                          | 109,911 |       |       | 7 | ±0 |  |  |
| |                                                                                |         |       |       |   |    |  |  |
| Votos válidos | Votos válidos                                                                  | 109,911 | 81.88 | –3.00 |   |    |  |  |
| Votos en blanco | Votos en blanco                                                                | 15,750  | 11.73 | +2.40 |   |    |  |  |
| Votos nulos | Votos nulos                                                                    | 8,578   | 6.39  | +0.60 |   |    |  |  |
| Votos emitidos | Votos emitidos                                                                 | 134,239 | 86.54 | +0.93 |   |    |  |  |
| Abstenciones | Abstenciones                                                                   | 20,871  | 13.46 | –0.93 |   |    |  |  |
| Votantes registrados | Votantes registrados                                                           | 155,110 |       |       |   |    |  |  |
| |                                                                                |         |       |       |   |    |  |  |
| Fuente: |                                                                                |         |       |       |   |    |  |  |
| Notas al pie: 1 Comparado con los resultados de Agrupación Independiente Unión por el Perú - Frente Amplio (UPP) en las elecciones de 2006. |                                                                                |         |       |       |   |    |  |  |
| Notas al pie: |                                                                                |         |       |       |   |    |  |  |
| 1 Comparado con los resultados de Agrupación Independiente Unión por el Perú - Frente Amplio (UPP) en las elecciones de 2006.               |                                                                                |         |       |       |   |    |  |  |

### Resultados por distrito
La siguiente tabla enumera el control de los distritos de la provincia de Cusco. El cambio de mando de una organización política se resalta del color de ese partido.
| Distrito      | Alcalde(sa) titular         | Partido político | Partido político       | Alcalde(sa) electo(a)     | Partido político | Partido político             |
| ------------- | --------------------------- | ---------------- | ---------------------- | ------------------------- | ---------------- | ---------------------------- |
| Ccorca        | Julián Huayaconza Hanampa   |                  | Unidad Nacional        | Edgar Meza García         |                  | Acción Popular               |
| Poroy         | Francisco Toccas Quispe     |                  | Somos Perú             | Miguel Sánchez Arteaga    |                  | Partido Aprista Peruano      |
| San Jerónimo  | Policarpo Ccorimanya Zúñiga |                  | Somos Perú             | Justino Zúñiga Paro       |                  | Partido Socialista           |
| San Sebastián | Juan Villafuerte Escalante  |                  | Unión por el Perú      | Jorge Acurio Tito         |                  | Partido Nacionalista Peruano |
| Santiago      | Erasmo Velarde Andrade      |                  | Juntos por el Progreso | José Aguirre Navarro      |                  | Unión por el Perú            |
| Saylla        | Edwin Cahuana K'ana         |                  | Inka Pachakuteq        | Edwin Cahuana K'ana       |                  | Inka Pachakuteq              |
| Wánchaq       | Willy Cuzmar del Castillo   |                  | Cusco en Acción        | Willy Cuzmar del Castillo |                  | Juntos por el Cusco          |